# Foveosa
Foveosa is een geslacht van spinnen uit de familie wolfspinnen (Lycosidae).

## Soorten
De volgende soorten zijn bij het geslacht ingedeeld:
- Foveosa adunca Russell-Smith, Alderweireldt & Jocqué, 2007
- Foveosa albicapillis Russell-Smith, Alderweireldt & Jocqué, 2007
- Foveosa foveolata (Purcell, 1903)
- Foveosa infuscata Russell-Smith, Alderweireldt & Jocqué, 2007
- Foveosa tintinabulum Russell-Smith, Alderweireldt & Jocqué, 2007